# Ralph Burns
Ralph Burns (ur. 29 czerwca 1922 w Newtown, zm. 21 listopada 2001 w Los Angeles) – amerykański kompozytor, aranżer i pianista jazzowy, twórca muzyki filmowej i teatralnej.
Dwukrotny laureat Oscara za najlepszą muzykę adaptowaną do musicali Boba Fosse Kabaret (1972) i Cały ten zgiełk (1979). Nominację do tej nagrody otrzymał również za muzykę do filmu Annie (1982) Johna Hustona.